# Powiat buski
Powiat buski – powiat w Polsce (województwo świętokrzyskie), utworzony w 1999 roku w ramach reformy administracyjnej. Jego siedzibą jest miasto Busko-Zdrój.
W skład powiatu wchodzą:
- gminy miejsko-wiejskie: Busko-Zdrój, Nowy Korczyn, Pacanów, Stopnica, Wiślica
- gminy wiejskie: Gnojno, Solec-Zdrój, Tuczępy
- miasta: Busko-Zdrój, Nowy Korczyn, Pacanów, Stopnica, Wiślica

Powiat buski graniczy z czterema powiatami województwa świętokrzyskiego: kazimierskim, pińczowskim, kieleckim i staszowskim oraz z jednym powiatem województwa małopolskiego: dąbrowskim.
Według danych z 31 grudnia 2019 roku powiat zamieszkiwało 71 596 osób. Natomiast według danych z 30 czerwca 2020 roku powiat zamieszkiwało 71 451 osób.

## Gminy
Liczba ludności i powierzchnia gmin 31 grudnia 2010 r. w przełożeniu na stan administracyjny z 1 stycznia 2019
| Gmina                       | Ludność         | Powierzchnia            |
| --------------------------- | --------------- | ----------------------- |
| Busko-Zdrój (w tym miasto)  | 32 274 (16 742) | 235,50 km² (12,28km²)   |
| Stopnica (w tym miasto)     | 7697 (1455)     | 125,96 km² (4,55 km²)   |
| Pacanów (w tym miasto)      | 7707 (1117)     | 124,58 km² (7,13 km²)   |
| Nowy Korczyn (w tym miasto) | 6216 (955)      | 116,67 km² (7,52 km²)   |
| Wiślica (w tym miasto)      | 5631 (515)      | 100,32 km² (4,7091 km²) |
| Solec-Zdrój                 | 4949            | 85,04 km²               |
| Gnojno                      | 4601            | 96,31 km²               |
| Tuczępy                     | 3842            | 83,62 km²               |
| Razem                       | 72 719          | 968 km²                 |

## Demografia

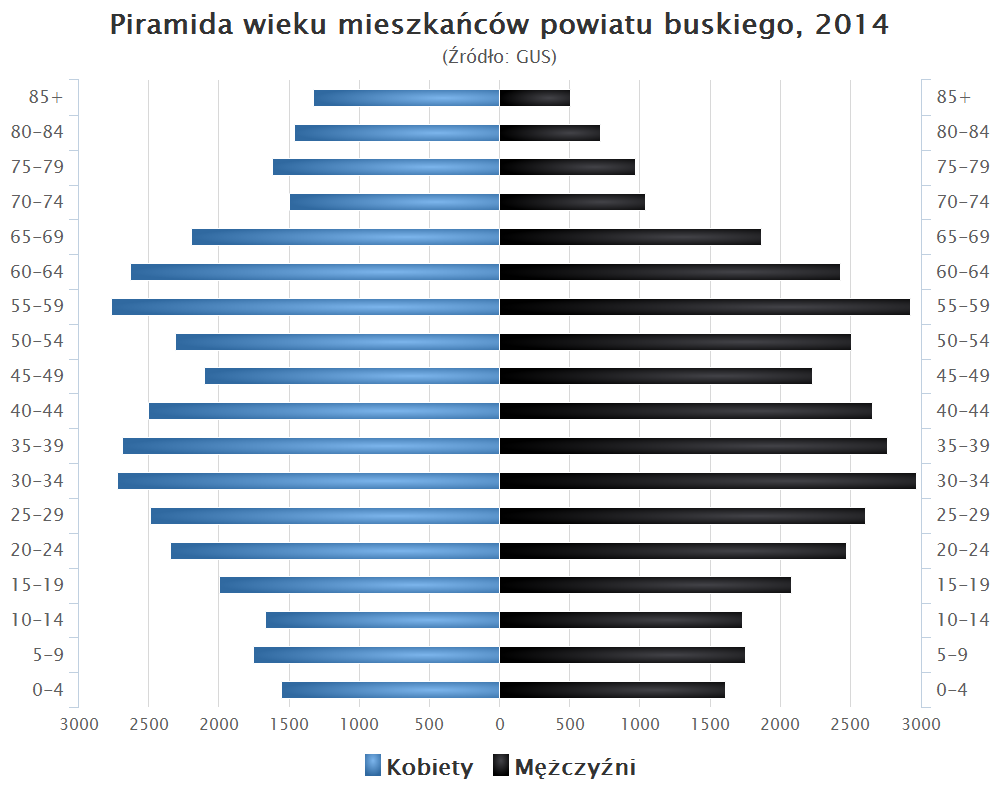
Piramida wieku mieszkańców powiatu buskiego w 2014 roku

Liczba ludności (dane z 31 grudnia 2010):
|        | Ogółem | Ogółem | Kobiety | Kobiety | Mężczyźni | Mężczyźni |
| osób   | %      | osób   | %       | osób    | %         |           |
| ------ | ------ | ------ | ------- | ------- | --------- | --------- |
| Ogółem | 72 917 | 100    | 37 403  | 51,30   | 35 514    | 48,70     |
| Miasto | 16 742 | 22,96  | 9007    | 12,35   | 7735      | 10,61     |
| Wieś   | 56 175 | 77,04  | 28 396  | 38,94   | 27 779    | 38,10     |

▶Wieś vs ▶miasto
Ogółem (▶k, ▶m)
Miasto (▶k, ▶m)
Wieś (▶k, ▶m)